# Episodi di Un caso per due (sesta stagione)
La sesta stagione della serie televisiva tedesca Un caso per due, composta da 9 episodi, è andata in onda in Germania sul canale ZDF a partire dal 14 febbraio 1986.
| nº | Titolo originale      | Titolo italiano              | Prima TV Germania | Prima TV Italia |
| -- | --------------------- | ---------------------------- | ----------------- | --------------- |
| 1  | Erben und Sterben 1/2 | Una tragica eredità: parte 1 | 14.02.1986        |                 |
| 2  | Erben und Sterben 2/2 | Una tragica eredità: parte 2 | 16.02.1986        |                 |
| 3  | Todestag              | Ricorrenza funesta           | 14.03.1986        |                 |
| 4  | Schwind paßt auf      | La prova del ricatto         | 02.05.1986        |                 |
| 5  | T.O.D.                | Morte in prima pagina        | 11.07.1986        |                 |
| 6  | Todsicherer Tip       | Un'informazione sicura       | 19.09.1986        |                 |
| 7  | Blinder Haß           | Odio feroce                  | 17.10.1986        |                 |
| 8  | Countdown             | Conto alla rovescia          | 21.11.1986        |                 |
| 9  | Fasolds Traum         | Il sognatore                 | 19.12.1986        |                 |

## Una tragica eredità: parte 1
- Titolo originale: Erben und Sterben 1/2
- Diretto da: Bernd Fischerauer
- Scritto da: Karl Heinz Willschrei
- Interpreti: Günter Strack: Dr. Dieter Renz, Claus Theo Gärtner: Hermann Josef Matula, Brigitte Karner: Maria Angelika „Trixie“ Keppler, Heiner Lauterbach: Axel Keppler, Roger Fritz: Dr. Jochen Keppler, Gunnar Möller: Rechtsanwalt Dr. Vasques, Franz Blauensteiner: Paul Glück, Carlheinz Heitmann: Kommissar Berg, Maximilian Wigger: Kommissar Stein, Margot Hielscher: Helene Mangold, Mady Rahl: Nachbarin Frau Schlüter, Helen Vita: Empfangsdame, Michael Habeck: Portier, Klaus Guth: Staatsanwalt

### Trama
Una ragazza ritorna a casa in famiglia e si inizia a chiedersi di problemi senza risposta.

## Una tragica eredità: parte 2
- Titolo originale: Erben und Sterben 2/2
- Diretto da: Bernd Fischerauer
- Scritto da: Karl Heinz Willschrei
- Interpreti: vedi parte 1

## Ricorrenza funesta
- Titolo originale: Todestag
- Diretto da: Claus Peter Witt
- Scritto da: Detlef Müller
- Interpreti: Günter Strack: Dr. Dieter Renz, Claus Theo Gärtner: Hermann Josef Matula, Iris Berben: Karin Wilbrand,  Walter Buschhoff: Karl Wilbrand, Hans-Helmut Dickow: Paul Lüdke, Peter Lakenmacher: Gunter Bonte, Regine Lutz: Anne Wilbrand

### Trama
Un vecchio imprenditore muore in un incidente d'auto e la giovane moglie eredita. Ci si chiede se l'incidente sia davvero casuale.

## La prova del ricatto
- Titolo originale: Schwind paßt auf
- Diretto da: Michael Mackenroth
- Scritto da: Claus Bender
- Interpreti: Günter Strack: Dr. Dieter Renz, Claus Theo Gärtner: Hermann Josef Matula, Ilsemarie Schnering: Frau Keller, Christian Quadflieg: Zahnarzt Dr. Heumann, Dieter Traier: Herr Bäcker, Klaus Götte: Leiter der Bankfiliale, Heinz Meier: Zahnarzt Dr. Röckel

### Trama
Una giovane donna muore di attacco cardiaco. Dopo la morte si vuole capire quanto patrimonio avesse. Matula indagherà su iniziativa della madre.

## Morte in prima pagina
- Titolo originale: T.O.D.
- Diretto da: Kaspar Heidelbach
- Scritto da: Karl Heinz Willschrei
- Interpreti: Günter Strack: Dr. Dieter Renz, Claus Theo Gärtner: Hermann Josef Matula, Beate Finckh: Therese Olga Dorn, Hannes Jaenicke: Veith Körner, Stephan Schwartz: Ferdi Straub, Hans Schulze: Polizeipräsident, Ulrich Matschoss: Chefredakteur Dr. Busch, Manfred Lehmann: Karl-Heinz Weber, Rolf Beuckert: Kommissar Becker

### Trama
Un giornalista denuncia di ricevere lettere minatorie da un serial killer.

## Un'informazione sicura
- Titolo originale: Todsicherer Tip
- Diretto da: Kaspar Heidelbach
- Scritto da: Detlef Müller
- Interpreti: Günter Strack: Dr. Dieter Renz, Claus Theo Gärtner: Hermann Josef Matula, Tilo Prückner: Edgar Woller,  Kornelia Boje: Anja Droysen, Hanno Pöschl: Raimund Seelke, Margit Geissler: Margot, Andreas Mannkopff: Kommissar Schlenske, Liesel Christ: Trödlerin, Andreas Hoppe: Polizeibeamter

### Trama
Un piccolo truffatore ruba dei gioielli in una casa. Verrà accusato di omicidio e chiederà aiuto al dr. Renz.

## Odio feroce
- Titolo originale: Blinder Haß
- Diretto da: Bernd Fischerauer
- Scritto da: Daniel J. Christiany
- Interpreti: Günter Strack: Dr. Dieter Renz, Claus Theo Gärtner: Hermann Josef Matula, Sky Dumont: Hagenfeld, Michael Gordon: Henry Althoff, Imo Heite: Döring, Pete Lancaster: Kalle Barowski, Dirk Dautzenberg: Erich, Peter Neusser: Heinz, Friedrich Briesenmeister: Sekretär, Klaus Guth: Staatsanwalt

### Trama
Dopo una grande perdita al gioco del poker un uomo viene accusato di omicidio. Renz lo difende dalle accuse, ma iniziano ad esserci delle minacce verso l'uomo. Matula verrà incaricato di indagare.

## Conto alla rovescia
- Titolo originale: Countdown
- Diretto da: Bernd Fischerauer
- Scritto da: Peter Hemmer
- Interpreti: Günter Strack: Dr. Dieter Renz, Claus Theo Gärtner: Hermann Josef Matula, Heiner Lauterbach: Jochen Hartwig, Carola von Seherr: Gudrun Hartwig, Franjo Marin: Leo Fröhlich, Karlheinz Lemken: Erwin Steiner, Renate Muhri: Barfrau, Michael Habeck: Obdachloser, Heinz Wanitschek: Auftragsmörder

### Trama
Un imprenditore chiede aiuto a Renz in uno strano caso che richiede l'aiuto di Matula.

## Il sognatore
- Titolo originale: Fasolds Traum
- Diretto da: Hartmut Griesmayr
- Scritto da: Peter Zingler
- Interpreti: Günter Strack: Dr. Dieter Renz, Claus Theo Gärtner: Hermann Josef Matula, Manfred Zapatka: Rainer Fasold, Barbara Fenner: Anke Fasold, Raphael Wilczek: Gretzki, Rick Parsé: Grabowski, Ronald Nitschke: Peter Delp,  Günter Spörrle: Mirko Basewitsch, Ingrid van Bergen: Adele Rieken, Gerhard Olschewski: Kommissar Schmidtke, Wolfgang Kaven: Kommissar Erkelenz, Klaus Götte: Kriminaldirektor

### Trama
Un ex galeotto ritorna ad avere guai appena rilasciato dalla prigione.